# 戰爭機器3
《戰爭機器3》是Epic Games 和微軟遊戲工作室於Xbox 360推出的第三人稱射擊遊戲，為《戰爭機器》
與《戰爭機器2》的續集。於2011年9月20日全球同步上市。故事由科幻作家Karen Traviss所編寫，而他也出版了四部相關小說，並正在撰寫第五本。

## 遊戲方式

### 戰役
即一般劇情模式，可於本機其他玩家或xboxlive線上好友一同進行劇情。

### 過關挑戰賽
自由選擇任一戰役劇情片段進行遊戲，並會同步對所有玩家進行評分。在所有參與的玩家都陣亡前，陣亡的玩家將自動於30秒後復活。

### 持久戰
官方稱為持久戰2.0（Horde 2.0），由最多5位玩家組隊對抗共50波由AI扮演的獸族軍隊進犯。相較於《戰爭機器2》的持久戰，本作的持久戰新增了許多特色。

### 多人遊戲
到目前為止的故事模式都是由馬可斯與多姆兩人合作，但本作採四人合作模式。而隨著故事進行，所操縱的角色也會不同。而在前作中5人合作以打倒獸族的「持久戰」進化成為「持久戰2.0」，並追加了獸人模式的持久戰「殺戮戰場」。對戰模式也依然存在，除了以分割畫面來進行遊戲以外，也可以一邊上網一邊以分割畫面來遊戲。

### 殺戮戰場模式
簡單的來說就是前作的「逆持久戰」。玩家可操縱獸人角色，其規則與前作相同，但必須要在1分鐘以內殲滅對手。若是殺死人類的話可以延長時間，並且會增加所持有的金錢。另外，殺死越多人類的話也可以購買較為上級的獸人兵種。相對於「持久戰」的50波，「殺戮戰場」只有最大12波。
隨著模式進行，人類也有從武裝難民，COG士兵到被馬可斯等被稱為英雄的角色出現。另外，必須要以處決的方式才能殺死英雄角色。

## 故事大綱
在近未來的錫拉（Sera）星上，為了一掃敵人，人類將最後的碉堡高原「賈辛圖」沉沒，付出了龐大代價的18個月之後。
普萊斯考主席在賈辛圖沉沒後失踪。也因此COG（維安政府）失去了國家的機能，以無人島為新據點的人類開始了新的生活，但因為第二敵人「螢光族」的出現，使得人類不得不離開島嶼。殘存下來的一部分軍隊與難民不顧危險，回到了本土大陸上，展開了各自的生活，一部份軍隊包括馬可斯等人到一支巨大軍艦上生活。另外，在數個月之前，就偵測不到獸族的蹤影。但誰也無法確定，獸族會因為螢光族的進攻而瀕臨全滅的危機。
故事在夏天，從失踪的普萊斯考主席突然歸來到巨大軍艦。他交給馬可斯的光碟內容中，有早被認為已經死亡的馬可斯之父，亞當·菲利的求救訊息。而其內容，不只可以為人類・獸族・螢光族的三方混戰打上休止符，也關係到錫拉星球的命運……
於是馬可斯等8人，以亞當所在的離島「亞祖拉」為目的開始行動。在途中，他們親眼見識到了伊姆能源的可怕之處…

### 登場角色
本作中因為賈辛圖沉沒，普萊斯考又失蹤，COG的國家系統崩壊，所以全體人類都可視為難民。為了保持軍人的機能，有些橋段會以軍階互相稱呼。
馬可斯·菲利（Marcus Fenix）：
本作主角。COG軍中士，是舊Delta小隊4人中，容貌變化最少的。
得知在本作時間6年前（事變日10年後）被襲擊時死亡的父親亞當還活著的消息，抱著必死的決心前往營救。
全名馬可斯・麥可・菲利克斯
多姆尼克·聖提亞哥（Dominic Santiago）：
簡稱多姆，賈辛圖沉沒後升為COG軍下士。為舊Delta小隊4人中變更最多的，特別是鬍子部分。
根據本作的製作者Rod Fergusson說法，多姆之所以外型改變這麼多，是因為失去家族所以找不到戰鬥的理由。另外，他也在他的右腕上刺上了於前作中死亡的愛妻瑪莉亞模樣的天使。在取燃料的過程中，為了使馬可斯等人得以逃脫，選擇犧牲。
奧古斯都·柯爾（Augustus Cole）：
簡稱柯爾，賈辛圖沉沒後雖然可以升級，但是選擇離開軍隊的柯爾現在仍然是COG軍的二等兵。曾經是連擊球（於錫拉星上很受歡迎的運動，與美式足球很類似）巨星的他身上穿著綠色的鎧甲，並漆著球星時代的背號「83」與The Train（火車頭）。
本作中的造型為把頭髮剃光，並綁著頭帶。
戴蒙·巴德（Damon Baird）：
簡稱巴德，賈辛圖沉沒後升為COG軍下士。頭髪稍為留長，外觀上沒什麼變化。為了要修好傑克，一直在尋找必須的零件。遊戲中與莎曼雖然會互相挖苦，但是看起來感情還不錯。
安雅·史塔伍德（Anya Stroud）：
簡稱安雅，賈辛圖沉沒後升為COG軍少尉。
於本作中拿起武器與馬可斯一起戰鬥。
莎曼莎·班恩（Samantha "Sam" Byrne）：
簡稱莎曼。與馬可斯等人一起行動的COG軍二等兵女性兵士。
克萊頓·卡敏（Clayton Carmine）：
為卡敏4兄弟的長兄，光在COG軍中活著就已成為傳說。於右肩所刺的文字為「Anthony Benjamin R.I.P.(安東尼，班傑明(兄弟)，安息吧)」。
遊戲中也遭遇到兄弟的死時所出現的場景但還是撐了下來，存活到最後。
傑森·史特拉頓（Jayson "Jace" Stratton）：
簡稱傑斯。本來是漫畫版中的人物，本作成為可選擇角色。於前作中以alpha7隊員的身分參加了「地底風暴作戰（Operation・Hollow Storm）」，在這之前所發售的漫畫中也曾經加入過delta小隊。
於delta小隊中是最年輕的。
在外傳「蘭姆將軍的暗影」中以一個被困在銀行金庫的市民身份登場，後來在前來營救的COG小隊「K小隊」的艾莉西亞被蘭姆將軍殺害後，拿起了艾莉西亞的武器支援戰鬥。
迪奇·沃林（Dizzy Wallin）：
簡稱迪奇，於前作中雖被司寇將軍襲擊，但無事生還。成為難民後跟隨霍夫曼，一邊避過獸族的耳目一邊與難民營進行物資的交換。
亞倫・葛里芬（AAron Griffin）：
於事變日時被黎明之鎚所燒燬的城市「查市」中生存下來的一人。原本是葛里芬依姆能源公司的老闆。
也因此非常痛恨COG。英語的配音為饒舌歌手兼演員的Ice-T。
貝納迪特・瑪塔奇（Bernadette "Bernie" Mataki）：
簡稱貝妮。COG軍中校，本來為小說人物，本作以特別來賓身分出場。與霍夫曼是舊識，是專精於狙擊的戰場老兵，亦是本作中最年長的女性角色。
維克特·霍夫曼（Victor Hoffman）：
COG軍上校。普萊斯考失蹤後，率領一部份難民與兵士回到原本大陸上，以鐵砧門基地為據點持續戰鬥著。
普萊斯考主席（Chairman Prescott）：
賈辛圖沉沒後失踪，但在18個月後突然歸來。帶著2名被稱為「黑甲護衛」的精銳中的精銳士兵一起出現。後來在稱為「聯盟總部」的巨大戰艦沉沒後，因傷勢過重而陣亡。
傑克（JACK）：
系列作中的支援用機器人。本作中一開始以故障的狀態登場所以完全沒有出場的機會，但之後經由巴德之手而修復。由於被巴德安裝電擊槍的緣故，在最後也能勝任一定程度的戰鬥。
亞當・菲利（Adam Fenix）：
馬可斯的父親，在6年前被認為死亡。但實際上仍然活著，並探索著要如何將錫拉星從新敵人螢光族的侵蝕中救出。
全名為亞當・強納森・菲尼克斯。
漫畫版中提到他早在鐘擺戰爭時期就與米拉女王見過面。
後在為觀察伊姆能源的生命週期而將它注射進自己體內，從而在啟動伊姆能源反制措施時帶來的影響下死亡，所戴眼鏡在戰爭機器5時作為收藏品出現。
麥克・貝利克
在外傳「蘭姆將軍的暗影」中登場，難民出生，為COG撤離小隊「K小隊」中的一員，是一名經常抽雪茄的老菸槍。
漫畫版中與傑斯第一次見面是在戰場上，後在與馬可斯等人一同突破獸族的包圍網時陣亡，常用的打火機則被傑斯隨身攜帶，在戰爭機器5時作為收藏品出現。
艾莉西亞・瓦勒拉
在外傳「蘭姆將軍的暗影」中登場，為COG撤離小隊「K小隊」中的一員。
後在為將傑斯從蘭姆將軍手中救下而被刀刃貫穿身體而陣亡，曾與傑斯合照過，其照片於戰爭機器5時作為收藏品出現。
泰伊・克利索
在外傳「蘭姆將軍的暗影」中登場，為COG撤離小隊「K小隊」中的一員。
後在戰爭機器2中自殺，其配戴的耳環於戰爭機器5時作為收藏品出現。
金名揚
在外傳「蘭姆將軍的暗影」中登場，為COG撤離小隊「K小隊」中的一員。
後在戰爭機器中被蘭姆將軍持刀貫穿身體而陣亡，所戴軍牌在戰爭機器5時作為收藏品出現

## 開發
前作『戰爭機器2』的結局令人不知道是否還會有續篇，但在網路上出現「這個系列應該會以三部曲的形式出現吧」的傳言。但是，開發者的Cliff Bleszinski也發表模稜兩可的聲明「在確認銷售量與評價之後，才會採取下一步行動」。。
之後，在2010年4月時，正式發表了預告篇與第三代遊戲的消息。另外，也做出了「因為是三部曲的完結篇，所以是最戲劇化的作品」的發言。
另外，根據本作執行製作人Rod Fergusson的說法，本系列的愛好者中令人意外地也有許多女性，而為了這些女性愛好者，遊戲中操作可能的女性角色登場了。另外，他也透露了有關遊戲中的人氣角色卡敏兄弟的情報：『是個可以讓擁躉接受的結局！』等。
這次的作曲者與『戰爭機器2』相同，仍然是史蒂夫·贾布隆斯基。

## 脚注
1. ↑  .   [2011-12-27]. （原始内容存档于2013-06-28）.
2. 1 2  由限量版中所附贈，亞當菲利的遺書所得知
3. ↑  ACT1-4，被難民誤認成螢光族，而被狙擊槍瞄準並射擊頭部。ACT5-6，所搭乗的巨鴉直升機被戰鬥甲蟲的光線擊中而墜落。
4. ↑  .   [2011-12-27]. （原始内容存档于2018-10-17）.
5. ↑  .   [2011-12-27]. （原始内容存档于2017-04-13）.
6. ↑  .   [2011-12-27]. （原始内容存档于2016-03-04）.
7. ↑  .   [2011-12-27]. （原始内容存档于2013-06-19）.

## 外部連結
- Gears of War （页面存档备份，存于）（英文）
- 官方网站 （页面存档备份，存于）（繁體中文）